# Leichtathletik-Länderkampf der Frauen 1952 BR Deutschland – Niederlande
| 1. Leichtathletik-Länderkampf mit bundesdeutscher Beteiligung 1952    | 1. Leichtathletik-Länderkampf mit bundesdeutscher Beteiligung 1952 |               |
| --------------------------------------------------------------------- | ------------------------------------------------------------------ | ------------- |
|                                                                       |                                                                    |               |
| Ländervergleich der Frauen: BR Deutschland – Niederlande              |                                                                    |               |
| Austragungsort                                                        | Oberhausen                                                         |               |
| Wettbewerbe                                                           | 9                                                                  |               |
| Datum                                                                 | 8. Juni 1952                                                       |               |
| 1. FRG 2. NLD                                                         | 59 Punkte 32 Punkte                                                |               |
| Chronik                                                               |                                                                    |               |
| ← letzter LK 1951: 00FRG A - FRG B - NLD - 00YUG - SUI Straß'lauf (M) | ITA-FRG (F) →                                                      | ITA-FRG (F) → |

Im ersten Vergleich des Länderkampfjahres 1952 trafen die bundesdeutschen Frauen zum insgesamt vierten Mal auf die Niederlande. Die letzte Begegnung zwischen den beiden Ländern hatte 1939 stattgefunden. Austragungsort am 8. Juni 1952 war nun die Stadt Oberhausen. Die drei vorangegangenen Begegnungen hatten Deutschlands Leichtathletinnen für sich entschieden.

## Wettbewerbe und Modus
Auf dem Programm stand mit neun Wettbewerben das komplette damals übliche olympische Frauenangebot. Die Veranstaltung wurde an einem Tag ausgetragen. Gewertet wurde in den Einzeldisziplinen nach dem Standardsystem, in der Staffel gab es drei zu eins Punkte.

## Ergebnis
Die Niederländerinnen lagen mit dem Rennen über 200 Meter nur in einer Disziplin vorn. Alle anderen Wertungen gingen an das bundesdeutsche Team, in fünf Wettbewerben sogar mit Doppelerfolgen. So siegten die bundesdeutschen Athletinnen deutlich mit 59 zu 32 Punkten.

## Legende
Kurze Übersicht zur Bedeutung der Symbolik – so üblicherweise auch in sonstigen Veröffentlichungen verwendet:
| DNF | nicht im Ziel (did not finish) |

## Resultate

### 100 m
| Platz | Athletin       | Land | Zeit (s) |
| ----- | -------------- | ---- | -------- |
| 1     | Maria Sander   | FRG  | 12,0     |
| 2     | Bertha Brouwer | NLD  | 12,2     |
| 3     | Marga Petersen | FRG  | 12,4     |
| 4     | Hilde Veth     | NLD  | 12,7     |

### 200 m
| Platz | Athletin          | Land | Zeit (s)        |
| ----- | ----------------- | ---- | --------------- |
| 1     | Bertha Brouwer    | NLD  | 24,7            |
| 2     | Grietje de Jongh  | NLD  | 25,9            |
| 3     | Christel Neukirch | FRG  | 26,0            |
| DNF   | Helga Klein       | FRG  | Sturz bei 190 m |

### 80 m Hürden
| Platz | Athletin          | Land | Zeit (s) |
| ----- | ----------------- | ---- | -------- |
| 1     | Maria Sander      | FRG  | 11,6     |
| 2     | Wilhelmina Lust   | NLD  | 11,9     |
| 3     | Hildegard Hellwig | FRG  | 12,1     |
| 4     | Imke Vaal         | NLD  | 12,5     |

### 4 × 100 m Staffel
| Platz | Besetzung      | Land                                                       | Zeit (s) |
| ----- | -------------- | ---------------------------------------------------------- | -------- |
| 1     | BR Deutschland | Margot Ulzheimer Maria Sander Helga Klein Marga Petersen   | 47,2     |
| 2     | Niederlande    | Hilde Veth Bertha Brouwer Wilhelmina Lust Grietje de Jongh | 48,4     |

### Hochsprung
| Platz | Athletin                 | Land | Höhe (m) |
| ----- | ------------------------ | ---- | -------- |
| 1     | Margarethe von Buchholtz | FRG  | 1,50     |
| 2     | Ursula Schmückle         | FRG  | 1,50     |
| 3     | Denie Hilbrandie         | NLD  | 1,45     |
| 4     | Denie Hobers             | NLD  | 1,45     |

### Weitsprung
| Platz | Athletin                   | Land | Weite (m) |
| ----- | -------------------------- | ---- | --------- |
| 1     | Irmgard Schmelzer          | FRG  | 5,73      |
| 2     | Elfriede von Nitzsch       | FRG  | 5,62      |
| 3     | Wilhelmina Lust            | NLD  | 5,61      |
| 4     | Gerda van der Kade-Koudijs | NLD  | 5,35      |

### Kugelstoßen
| Platz | Athletin               | Land | Weite (m) |
| ----- | ---------------------- | ---- | --------- |
| 1     | Gertrud Kille          | FRG  | 14,10     |
| 2     | Dorothea Kreß          | FRG  | 12,58     |
| 3     | Ans Panhorst           | NLD  | 11,74     |
| 4     | Jo van Schouven-Cramer | NLD  | 11,45     |

### Diskuswurf
| Platz | Athletin        | Land | Weite (m) |
| ----- | --------------- | ---- | --------- |
| 1     | Marianne Werner | FRG  | 44,14     |
| 2     | Gerda Hagen     | FRG  | 43,42     |
| 3     | Ans Panhorst    | NLD  | 39,71     |
| 4     | Cor Aafjes      | NLD  | 39,56     |

### Speerwurf
| Platz | Athletin         | Land | Weite (m) |
| ----- | ---------------- | ---- | --------- |
| 1     | Jutta Krüger     | FRG  | 46,69     |
| 2     | Marlis Müller    | FRG  | 40,64     |
| 3     | Johanna Koning   | NLD  | 38,35     |
| 4     | Foby Snel-Müller | NLD  | 33,99     |